# 阿耶洛的尼科洛

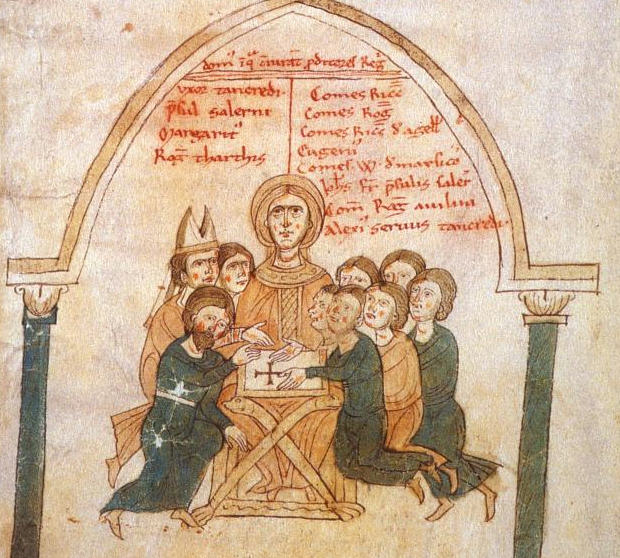
《荣誉之书》插画，展示了1194年的阴谋者。尼科洛是西比拉右边的主教。

阿耶洛的尼科洛（12世纪—1221年2月10日），西西里王国宰相阿耶洛的马特奥的次子，自1181年起继承史学家罗穆亚尔多二世·瓜尔纳为萨莱诺大主教。他是诺曼王朝西西里王国于1194年沦陷于亨利六世时的一位受信任的顾问。
亨利帮助其妻科斯坦察皇后要求继承已故侄子西西里先王古列尔莫二世遗赠的王位。当1191年亨利进军围攻那不勒斯时，萨莱诺写信给他表忠，尼科洛敌视日耳曼人，抛弃了这座不忠的城市前去那不勒斯，在阿切拉伯爵里卡多受伤后控制了该城的防务。他和海军上将布林迪西的马加里托成功守住了这座古城，迫使亨利解围。亨利撤军时，将皇后科斯坦察留在萨莱诺作为自己很快会回来的信号。尼科洛写信给萨莱诺的朋友讲述形势，萨莱诺人重新归顺国王坦克雷迪，并围攻科斯坦察，科斯坦察向他们喊话意图说服他们尼科洛夸大了亨利的失败，但萨莱诺人坚持要俘虏她以取悦坦克雷迪，最终将她交给了坦克雷迪。
但就长期而言，这没有什么效果。次年皇后被释放；1194年12月25日，亨利在帕勒莫加冕，尼科洛、里卡多、马加里托、西比拉王后都在场。四天后，他们都被控谋反（可能是捏造），被用船押送到德国监狱。他在那里度过多年，教皇因诺森三世的祈祷和请求也无济于事。